# Composition C
La composition C regroupe plusieurs types d'explosifs plastiques constitués principalement de RDX. Tous peuvent être moulés à la main pour une utilisation dans les travaux de démolition et emballés à la main dans des dispositifs à charge creuse. Les différentes variantes ont des proportions d'explosifs et de plastifiants différentes. Les principaux types de la famille composition C sont le C-2, C-3, et C-4 .

## Description

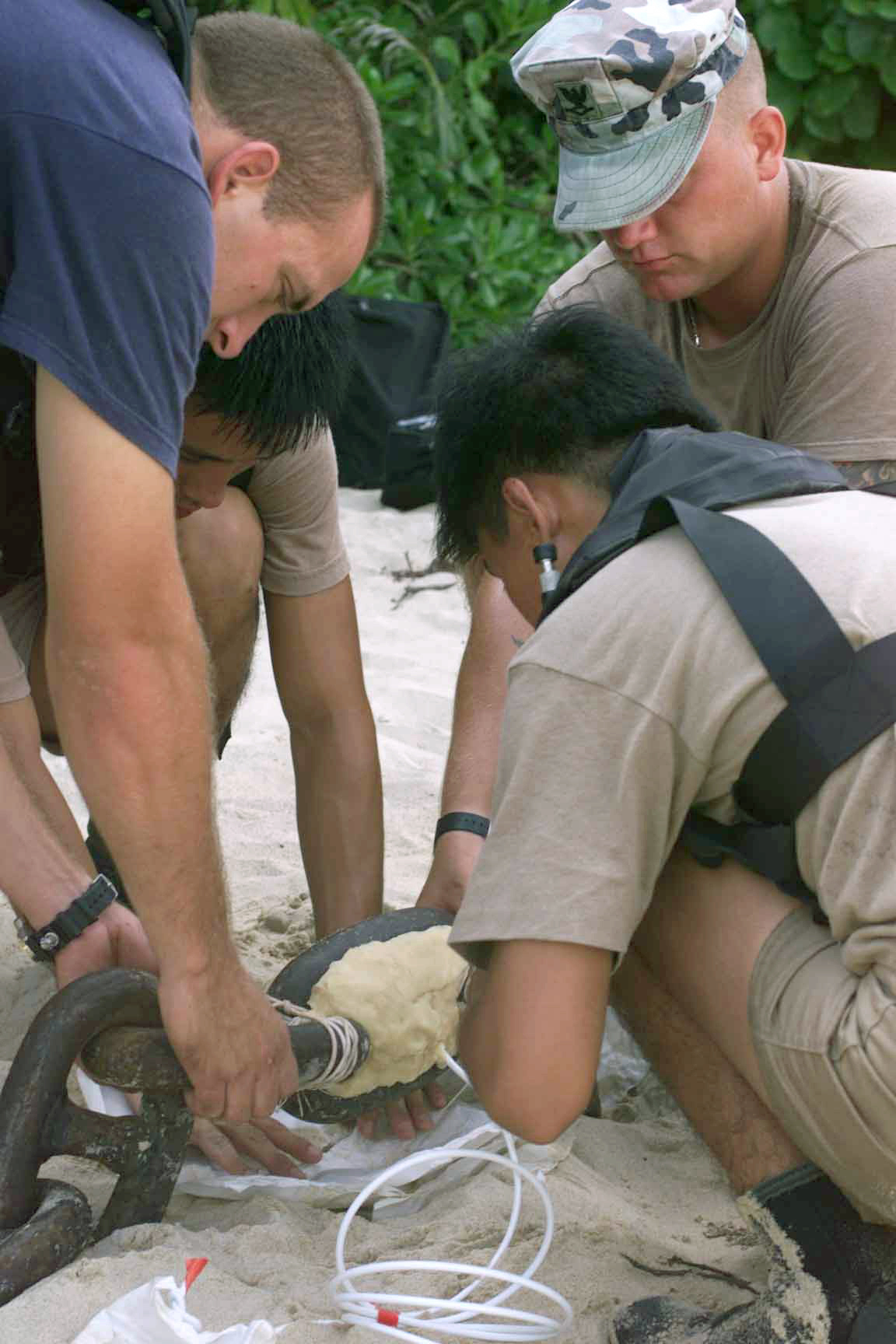
Exercice de destruction d'une chaîne par du C-4.

Le terme « composition » est utilisé pour tout explosif composé de plusieurs ingrédients. En particulier, dans les années 1940 le format « Composition + <lettre> » a été utilisé pour différentes compositions du (relativement) nouveau explosif RDX, telles que la « Composition B ».
L'explosif original a été développé par les Britanniques durant la Seconde Guerre mondiale, et standardisée comme « Composition C » lors de son introduction dans l'armée des États-Unis. Cet explosif se composait de 88,3 % de RDX, d'un plastifiant à base d'huile minérale et d'un stabilisant. Il souffrait d'un grave défaut, il pouvait être utilisé dans une plage relativement limitée de températures, et a été remplacé par la « Composition C-2 » vers 1943.
La « composition C-2 » contient une proportion légèrement inférieure de RDX, mais utilise un plastifiant explosif, qui contient du tétryl, de la nitrocellulose et un mélange de nitroaromatiques produits au cours de la fabrication de TNT (contenant du trinitrotoluène, dinitrotoluène et mononitrotoluène), et des traces de solvant. Alors que la composition C-2 a une plage de température de service beaucoup plus large que la composition C, elle ne peut pas être stockée à des températures élevées. Par conséquent, elle a été remplacée vers 1944 par la « Composition C-3 ».
La « composition C-3 » est très semblable à la « composition C-2 », mais le solvant a été supprimé et les proportions exactes des plastifiants ont été modifiées pour améliorer le stockage par forte température. Elle est jaune, et est semblable à du mastic. 
Sa vitesse de détonation est d'environ 7 600 m/s. Elle est restée en service durant la guerre de Corée, malgré sa faible plasticité aux très basses températures (rencontrées au cours des hivers en Corée), ou bien sa toxicité, notamment par absorption de vapeur ou par la peau.
Les recherches sur le remplacement du C-3 ont commencé avant 1950, mais le nouvel explosif, la « Composition C-4 », n'a été mise en production qu'en 1956. Il a été un tel succès qu'il est toujours en service de nos jours (2025).

## Source
- (en) Cet article est partiellement ou en totalité issu de l’article de Wikipédia en anglais intitulé « Composition C » (voir la liste des auteurs).